# Hans Steinkohl

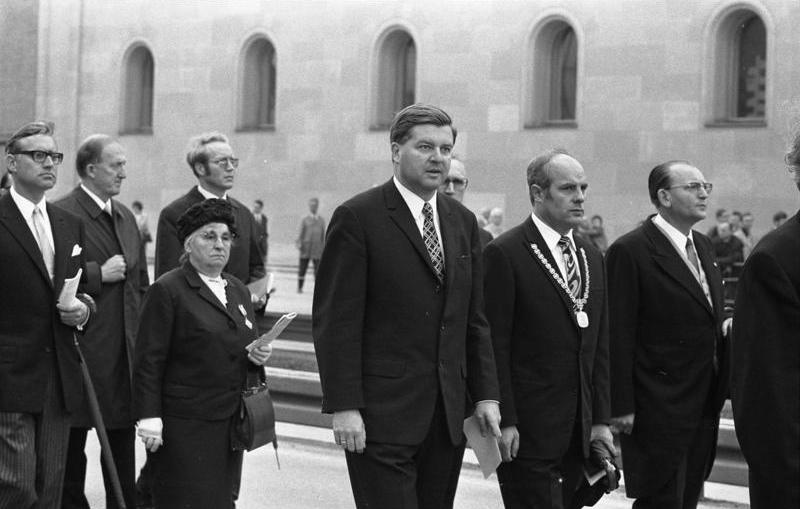
Hans Steinkohl bei der Fronleichnamsprozession in der Münchner Ludwigstraße 1971 mit der Amtskette des Bürgermeisters rechts neben Kultusminister Hans Maier

Hans Steinkohl (* 29. März 1925 in München; † 27. Februar 2003 ebenda) war ein deutscher Chirurg und Kommunalpolitiker (CSU).

## Werdegang
Steinkohl war ab 1952 Mitglied des Münchner Stadtrats. Von 1968 bis 1972 war er Zweiter Bürgermeister. Danach praktizierte er am Harlachinger Krankenhaus wieder als Chirurg.

## Ehrungen
- 1972: Goldene Bürgermedaille der Landeshauptstadt München[1]
- 1974: Ludwig-Thoma-Medaille der Stadt München
- Benennung der Hans-Steinkohl-Straße in München-Neuaubing[1]
- Bayerischer Verdienstorden